# Assomption
Pour les articles homonymes, voir Assomption (homonymie).
Ne doit pas être confondu avec Ascension de Jésus-Christ.
L'Assomption de la Vierge Marie est une solennité liturgique de l'Église catholique fêtée le 15 août. Elle commémore le terme de la vie terrestre de la Vierge Marie, Mère de Dieu. Selon la théologie catholique, c'est avec son corps et son âme que Marie a été « élevée au ciel », c'est-à-dire qu'elle est entrée directement dans la gloire de Dieu. 
Le fondement théologique de l'Assomption découle d'une tradition très ancienne des Églises d'Orient et d'Occident, où elle est célébrée liturgiquement depuis le VIIIe siècle. Dans l'Église catholique, l'Assomption a été définie comme dogme (c’est-à-dire « vérité de foi ») par la constitution apostolique Munificentissimus Deus de Pie XII lors de la Toussaint du 1er novembre 1950. Il s'agit de la seule déclaration faisant usage de l'infaillibilité pontificale depuis la proclamation de cette infaillibilité par le concile Vatican I. 
La date du 15 août serait celle de la consécration à Jérusalem de la première église dédiée à Marie. Dans l'Église catholique, l'Assomption est célébrée liturgiquement le 15 août et s'accompagne fréquemment de processions. Pour les confessions luthérienne et anglicane, le 15 août est resté la principale fête mariale, mais sans référence à l'Assomption. L'Église orthodoxe, quant à elle, célèbre  la Dormition de Marie, qui est différente de l'Assomption et n'a pas valeur de dogme. La Dormition est fêtée le 15 août dans les pays ayant adopté le calendrier grégorien, ou le 28 août, dans les Églises orthodoxes continuant à appliquer le calendrier julien.

## Histoire

### Origine et développement
Avant d'être un dogme de l’Église catholique, l'Assomption de Marie était une croyance reposant sur la tradition patristique et non sur des bases scripturaires reconnues aux premiers temps de l'Église. Aucun texte du Nouveau Testament n'évoque la fin de Marie, et ce sont des textes patristiques, mais aussi apocryphes et des légendes qui ont comblé ce vide. 

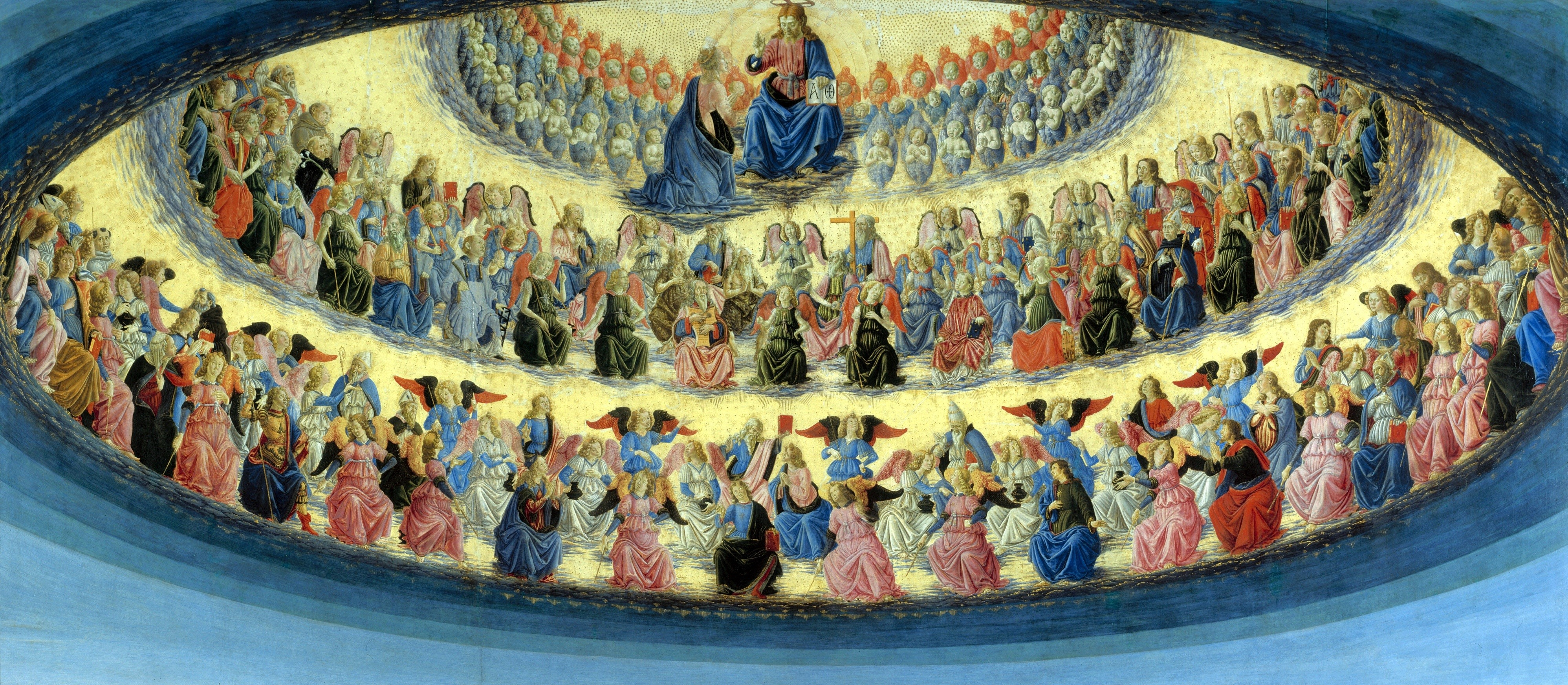
L'Élévation de Marie vers les cieux par Francesco Botticini, XVe siècle.

Au IVe siècle, le théologien Éphrem le Syriaque émet l'idée que le corps de Marie serait resté intact après sa mort, c'est-à-dire non atteint par la corruption de la mort. L'évêque Épiphane de Salamine envisage plusieurs hypothèses de ce qu'il est advenu de Marie à la fin de sa vie. Il conclut sans se prononcer, avançant que d'autres en savent peut-être davantage. Comme une tradition écrite existe dès le Ve siècle, elle remonte vraisemblablement au IVe siècle.
En Occident, Grégoire de Tours est le premier à en faire mention, à la fin du VIe siècle. Il s'appuie apparemment sur un corpus de textes apocryphes appelé le Transitus Mariæ, généralement rattaché au Ve siècle. Cet ensemble de textes est désigné par Gélase Ier en 495-496 comme étant « à ne pas retenir » car apocryphe, jugement qui porte sur cette compilation et non sur la croyance en elle-même. Selon cette tradition, Marie rencontre sur le mont des Oliviers un ange qui lui remet une palme de l'arbre de vie et lui annonce sa mort prochaine. Marie rentre chez elle et fait part de la nouvelle à son entourage. Miraculeusement, les apôtres reviennent des différents endroits où ils sont partis prêcher, afin de l'entourer. Jésus apparaît entouré d'anges pour recevoir l'âme de sa mère, qu'il confie à l'archange Michel. Les apôtres enterrent le corps au pied du mont des Oliviers. Quelques jours plus tard, Jésus apparaît de nouveau et emporte le corps au paradis, où l'âme et le corps de Marie sont réunis.
En Orient, Jean Damascène rapporte la tradition de l'Église de Jérusalem à ce sujet : selon lui, Juvénal, évêque de Jérusalem, se voit demander lors du concile de Chalcédoine le corps de Marie par le couple impérial, Marcien et Pulchérie. Juvénal répond que Marie est morte entourée de tous les apôtres, sauf Thomas, qui était en retard. À son arrivée, quelques jours plus tard, Thomas demande à voir la tombe, celle-ci se révèle vide ; les apôtres en déduisent alors qu'elle a été emportée au ciel.
Une autre tradition rapporte que l'Assomption a eu lieu à Éphèse, dans la maison connue aujourd'hui comme la « maison de la Vierge Marie », accompagnée de l'apôtre Jean, à qui le Christ, sur la croix, avait confié Marie. La première allusion ne date que de la fin du IXe siècle, dans un manuscrit syriaque. Les seules autres sources pré-modernes sont trois auteurs syriaques des XIIe et XIIIe siècles.

### La fête avant le dogme

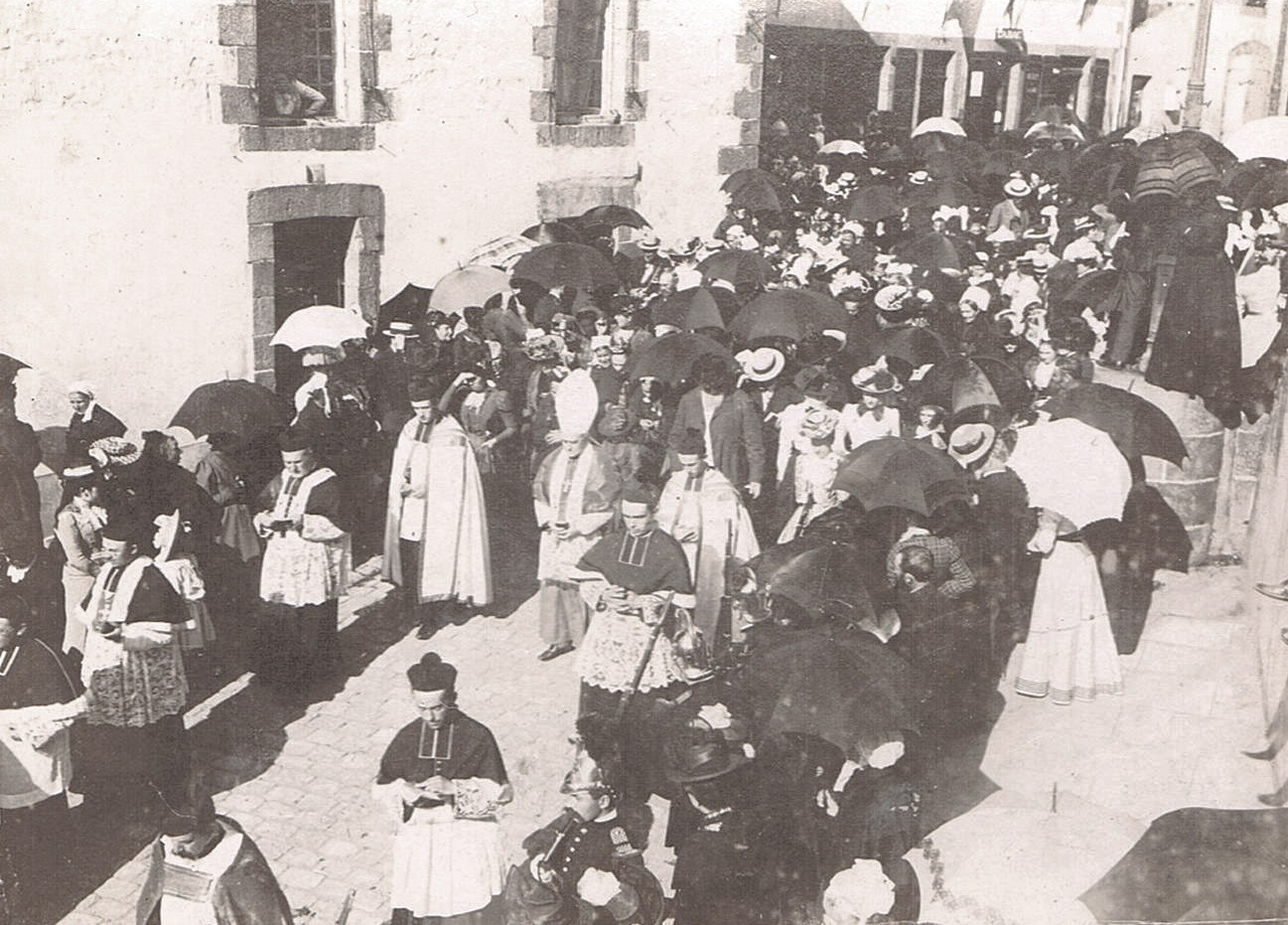
Protonotaire apostolique, l'académicien Louis Duchesne (1843-1922) préside une procession du 15 août à Saint-Malo.

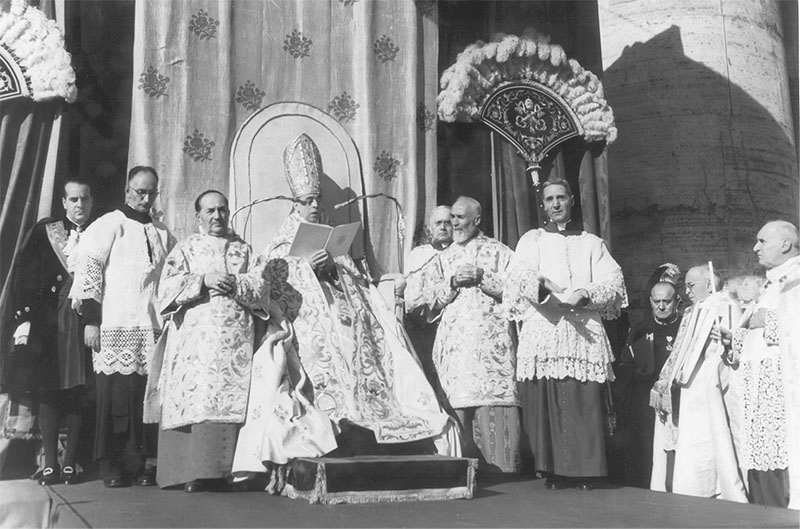
Proclamation du dogme de l'Assomption par Pie XII le 1er novembre 1950.

La fête de l'Assomption trouve son origine à Jérusalem : on la trouve dans la dédicace d’une église située entre Jérusalem et Bethléem, vers le milieu du Ve siècle. Elle a été introduite à cette époque par l'évêque Cyrille d'Alexandrie. Lors de la christianisation de l'Europe, elle remplaça peu à peu une importante fête romaine, les Feriæ Augusti qui célébraient au milieu du mois d'août les victoires d'Auguste. Les Feriæ Augusti étaient des jours fériés dans tout l'Empire romain.
Au VIe siècle, entre 588 et 602, l'empereur Maurice l’étend à tout l’empire byzantin en instaurant la fête de la Dormition de la Vierge Marie chaque année à la date du 15 août, semble-t-il pour commémorer l'inauguration d’une église dédiée à la Vierge montée au ciel.
La fête est introduite officiellement en Occident sous l'influence du pape Théodore Ier au VIIe siècle et prend le nom d'Assomption à partir du siècle suivant. Elle est citée sous ce nom en 813 par le Concile de Mayence parmi les fêtes d'obligation. 
En 1638, après presque vingt-trois ans de mariage stérile ponctués de plusieurs fausses couches, le roi Louis XIII désirant un héritier consacre de manière solennelle la France à la Vierge Marie sous le titre de son Assomption par un acte auprès du Parlement de Paris préparé l'année précédente où il demande à ses sujets de faire tous les 15 août, jour où était déjà célébrée la fête de l'Assomption, une procession solennelle dans chaque paroisse. Louis XIV naît l'année suivante, et la fête célébrée par le vœu de Louis XIII prend une importance particulière en France.
En 1854, la proclamation du dogme de l’Immaculée Conception entraîne de nombreuses pétitions à Rome pour que soit officiellement défini le dogme de l’Assomption. « De 1854 à 1945, huit millions de fidèles écriront en ce sens. Il faut y ajouter les pétitions de 1 332 évêques, de 83 000 prêtres, religieuses et religieux. Face à ces demandes répétées, Pie XII demande aux évêques du monde de se prononcer. 90 % des évêques y sont favorables. 10 % des évêques s’interrogent sur l’opportunité d’une telle déclaration ».
Le 1er novembre 1950, la constitution Munificentissimus Deus de Pie XII officialise en quelque sorte la fête mariale qui existe depuis quatorze siècles en proclamant que l'Assomption doit être désormais considérée comme un dogme de foi divinement révélé par Dieu. Marie, ayant été préservée du péché originel et n'ayant commis aucun péché personnel, a été élevée à la gloire du ciel, après la fin de sa vie terrestre, en corps et en âme : selon ce dogme, son enveloppe charnelle n'a pas à attendre la résurrection des corps à la fin des temps.

## Église catholique

### Doctrine

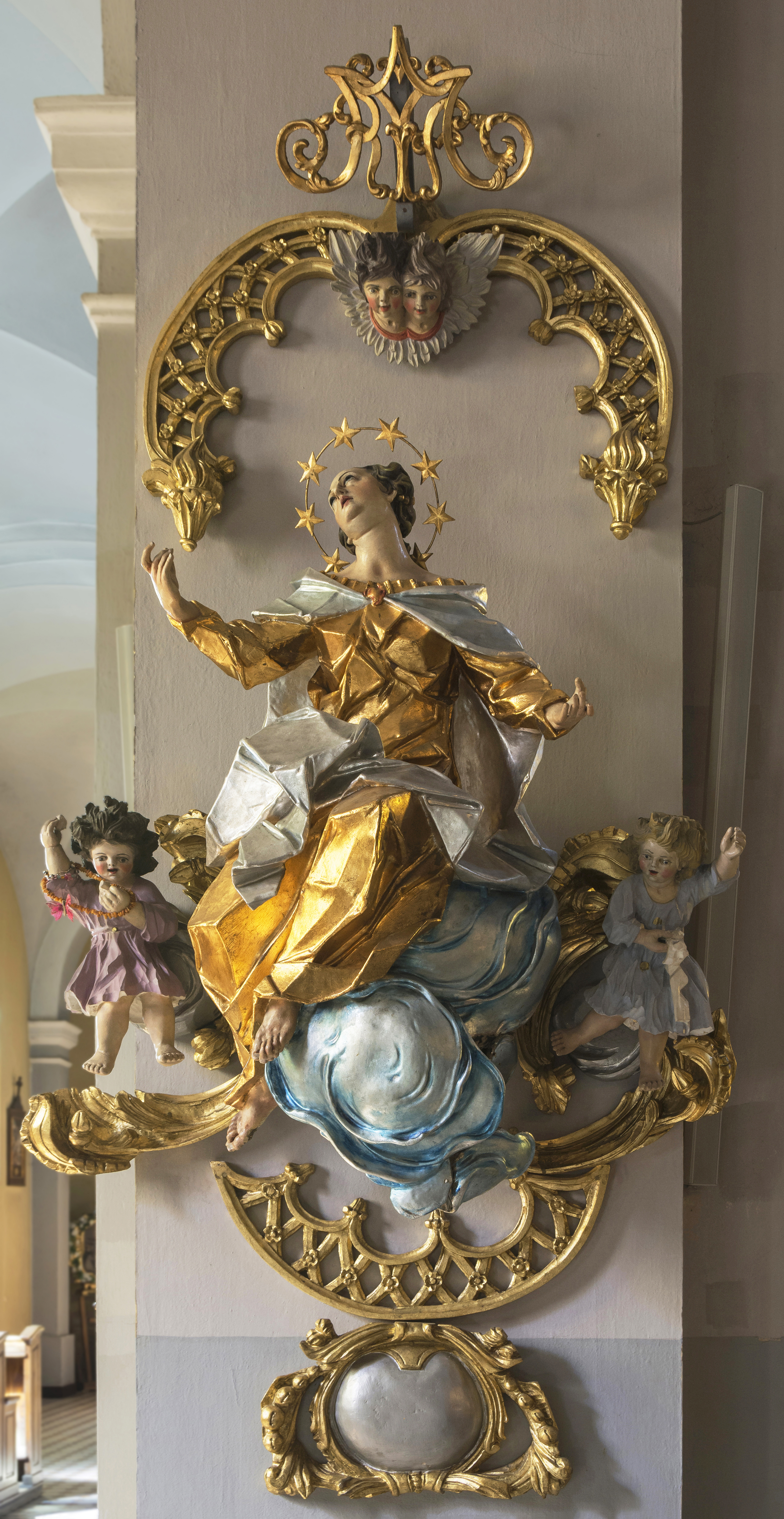
Sculpture sur bois représentant l’Assomption, église de l'Assomption de Tarnobrzeg, Pologne, fin du XVIIe siècle.

Le 1er novembre 1950, l'Assomption de Marie est définie comme un dogme de foi par la constitution apostolique Munificentissimus Deus de Pie XII :

« Par l'autorité de Notre-Seigneur Jésus-Christ, des bienheureux apôtres Pierre et Paul, et par Notre propre autorité, Nous prononçons, déclarons, et définissons comme un dogme divinement révélé que l'Immaculée Mère de Dieu, la Vierge Marie, après avoir achevé le cours de sa vie terrestre, fut élevée corps et âme à la gloire céleste »

— Constitution dogmatique Munificentissimus Deus, § 44.
Par la suite, la constitution dogmatique Lumen gentium du concile Vatican II de 1964 a énoncé ce qui suit :

« Enfin, la Vierge immaculée, préservée de toute tache de la faute originelle, au terme de sa vie terrestre, fut élevée à la gloire du ciel en son âme et en son corps et elle fut exaltée par le Seigneur comme Reine de l'univers afin de ressembler plus parfaitement à son Fils, Seigneur des seigneurs et vainqueur du péché et de la mort. »

— Constitution dogmatique Lumen Gentium sur l'Église, § 59.

### Processions et festivités

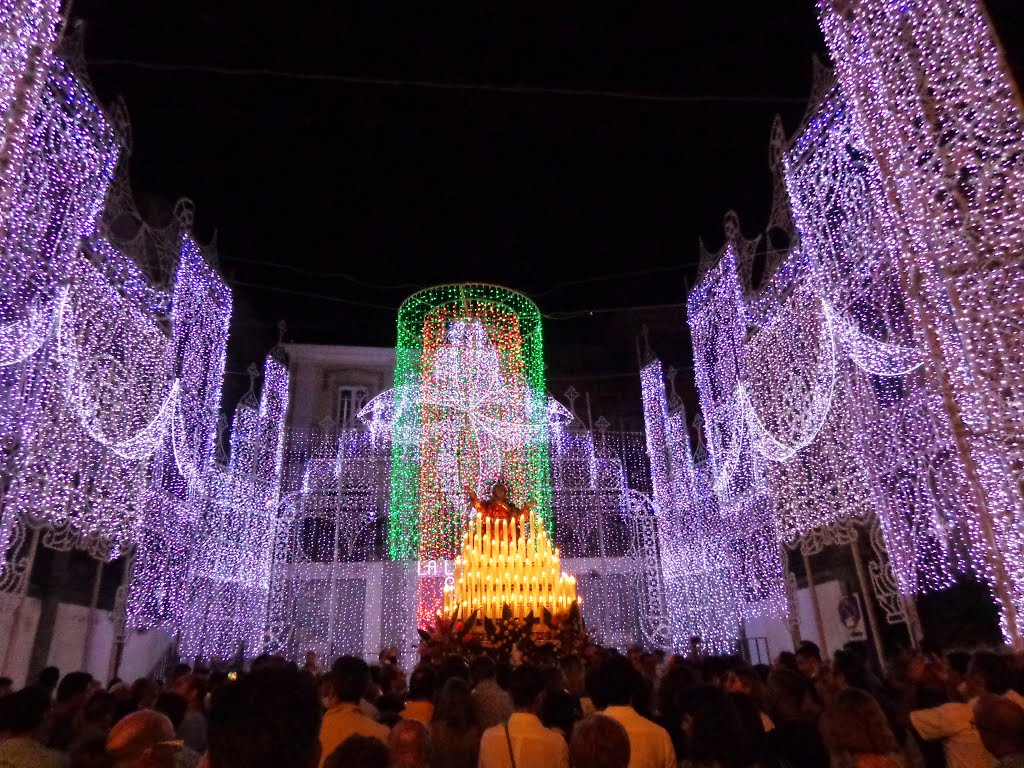
L'Assomption à Novara di Sicilia.

D'innombrables processions ont lieu le jour de l'Assomption, jour férié dans nombre de pays catholiques.
En France, depuis le vœu de Louis XIII qui place le royaume de France sous la protection de la Vierge, les processions donnent souvent lieu à des festivités, comme à Biarritz ou à Chartres. Celle de Paris se déroule depuis quelques années dans un bateau sur la Seine, où l'on expose la statue d'argent de la Vierge conservée à Notre-Dame. Une prière pour la France est souvent dite à cette occasion. Le sanctuaire de Lourdes connaît alors ses plus grandes heures d'affluence.
A Metz, la procession commence après les vêpres et va de la cathédrale à la place saint-Jacques au pied de la statue de Notre-Dame de Metz élevée suite au voeu de l'évêque Willibrord Benzler (expulsé en 1919). Malgré l'interdiction de se rassembler, la procession de 1940 est l'occasion pour les Messins et les Messines de proclamer leur opposition à l'annexion de la ville par le Troisième Reich.
En Belgique, le 15 août en Outremeuse débute par une procession et trois jours de festivités. Également, ont lieu des offices et processions aux flambeaux à Banneux et aux sanctuaires de Beauraing.
En Espagne, les fêtes se déroulent partout. À Elche, le mystère d'Elche est une tradition très ancienne. 
Des pèlerinages ont également lieu, entre autres, en Pologne, en Croatie, en Italie, en Amérique latine, aux Philippines, en Afrique.
Le 15 août est la date de la fête nationale de l'Acadie. Marie est un des symboles de l'Acadie.
Huit jours après l'Assomption (soit le 22 août), est célébrée la fête de Marie Reine. En octobre 1954, par son encyclique Ad caeli Reginam, le pape Pie XII institua cette fête afin de conclure cette octave de l'Assomption.

## Église orthodoxe
L'Église orthodoxe célèbre, le 15 août du calendrier julien dans certains pays ou du calendrier grégorien dans d'autres, la Dormition de la Mère de Dieu, c'est-à-dire sa mort, entourée des apôtres, sa résurrection et sa glorification. C'est l'une des douze grandes fêtes de l'Église orthodoxe et la dernière du calendrier liturgique, la première étant la Nativité de la Vierge. Il y est proclamé que Marie a été « élevée par Dieu jusqu'au Royaume céleste du Christ dans la plénitude de son existence, spirituelle autant que corporelle ». 

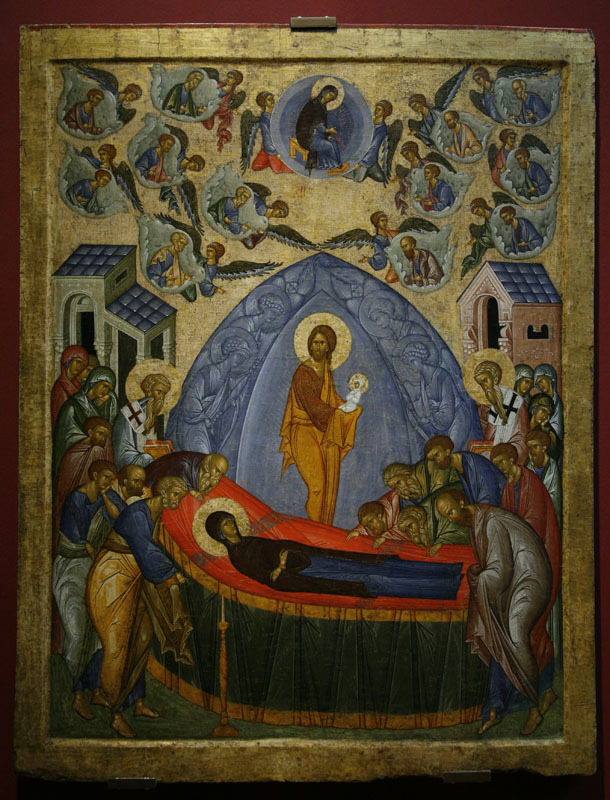
Dormition de la Mère de Dieu, icône russe du XVe siècle, galerie Tretiakov.

Marie, selon la tradition de l'Église orthodoxe, est montée au ciel dans son corps, ce qu'elle appelle « la Dormition de la Mère de Dieu », plutôt que l'Assomption qui est l’usage de l'Église catholique. Cet événement est compris comme les prémices de la résurrection des corps, qui selon la croyance de l'Église orthodoxe, aura lieu lors du Second avènement du Christ, comme l'explique le théologien Vladimir Lossky : « Si Elle resta encore dans le monde, si Elle se soumit aux conditions de la vie humaine jusqu'à accepter la mort, c'est en vertu de sa volonté parfaite, dans laquelle elle reproduisit la kénose (humiliation) volontaire de son Fils. Mais la mort n'avait plus d'emprise sur Elle : comme son Fils, elle est ressuscitée et montée au Ciel, première hypostase humaine qui réalisa en Elle la fin dernière pour laquelle fut créé le monde. »
Si la célébration de la Dormition est très proche de la fête catholique de l'Assomption, elle n'en diffère pas moins sur certains points. La différence s'opère précisément par le fait que l'Église catholique associe, dans sa définition de l'Assomption de la Vierge (donnée ci-dessus), le dogme de l'Immaculée Conception rejeté par l'Église orthodoxe. Car la conception latine de la nature pure de la Vierge, à laquelle s’ajoutent la grâce et la vie surnaturelle ne pouvait fournir aucune base dogmatique pour justifier le culte rendu à Marie par les catholiques, tout au plus pouvait-elle justifier l’exaltation de la grâce divine. C’est donc par une nécessité interne et logique que l’Église catholique a été amenée à formuler le dogme de la conception immaculée et à offrir ainsi une raison dogmatique à la vénération de la Vierge Marie. Selon la tradition orthodoxe, au contraire, Marie est réellement morte, par la nécessité de sa nature humaine mortelle, liée à la corruption de ce monde après la Chute (en cela elle est solidaire de l'humanité), et a été ressuscitée par son fils comme la Mère de Vie : de ce fait, elle est considérée comme participant à la vie éternelle du Paradis. L'Église orthodoxe, de ce fait, adresse à la formulation catholique du dogme de l'Assomption les mêmes critiques qu'à celui de l'Immaculée Conception.
D'une part, il est contraire à la foi des Pères de postuler la Très Sainte Mère de Dieu comme « préservée par Dieu de toute atteinte de la faute originelle » : ce serait en faire une personne à part du genre humain, supprimant toute liberté pour la Vierge Mère de dire « non », faisant perdre de ce fait sa valeur salvatrice à la réponse positive qu'elle fit à l'annonce de l'ange Gabriel (« Je suis la servante du Seigneur : qu'il me soit fait selon ta Parole ! »), ce à quoi les catholiques répondent qu'Adam et Ève, bien que créés sans péché, ont eu la liberté de ne pas suivre la voie que leur indiquait Dieu. Être libéré du péché originel n'enlève donc pas le libre arbitre. Mais surtout, postuler la Vierge Marie comme préservée du péché originel, c'est-à-dire sauvée par avance, serait la rendre hors d'atteinte de la mort.

## Protestantisme
La majorité des confessions protestantes ne célèbre pas cette fête, en raison de l’absence de mention dans la Bible, excepté les confessions anglicanes et luthériennes. Ces deux dernières célèbrent la fête, mais l'appellent « fête de Marie » et omettent la croyance de l'Assomption.
La théologie protestante considère cette croyance comme une amplification des dévotions mariales de l'Église catholique et une forme de « mariolâtrie » (adoration idolâtre de la mère de Jésus Christ plutôt que de Dieu).

## Dans la culture

### Fêtes et traditions populaires
En Italie, la Ferragosto est fêtée ce jour.
Selon les régions, différents plats sont traditionnels de ce jour : le gâteau Marie blanc et bleu aux couleurs de la Vierge à l'île Maurice,, le bescoin en Savoie,,, ou encore les Patolleo à Goa en Inde.

### Peinture

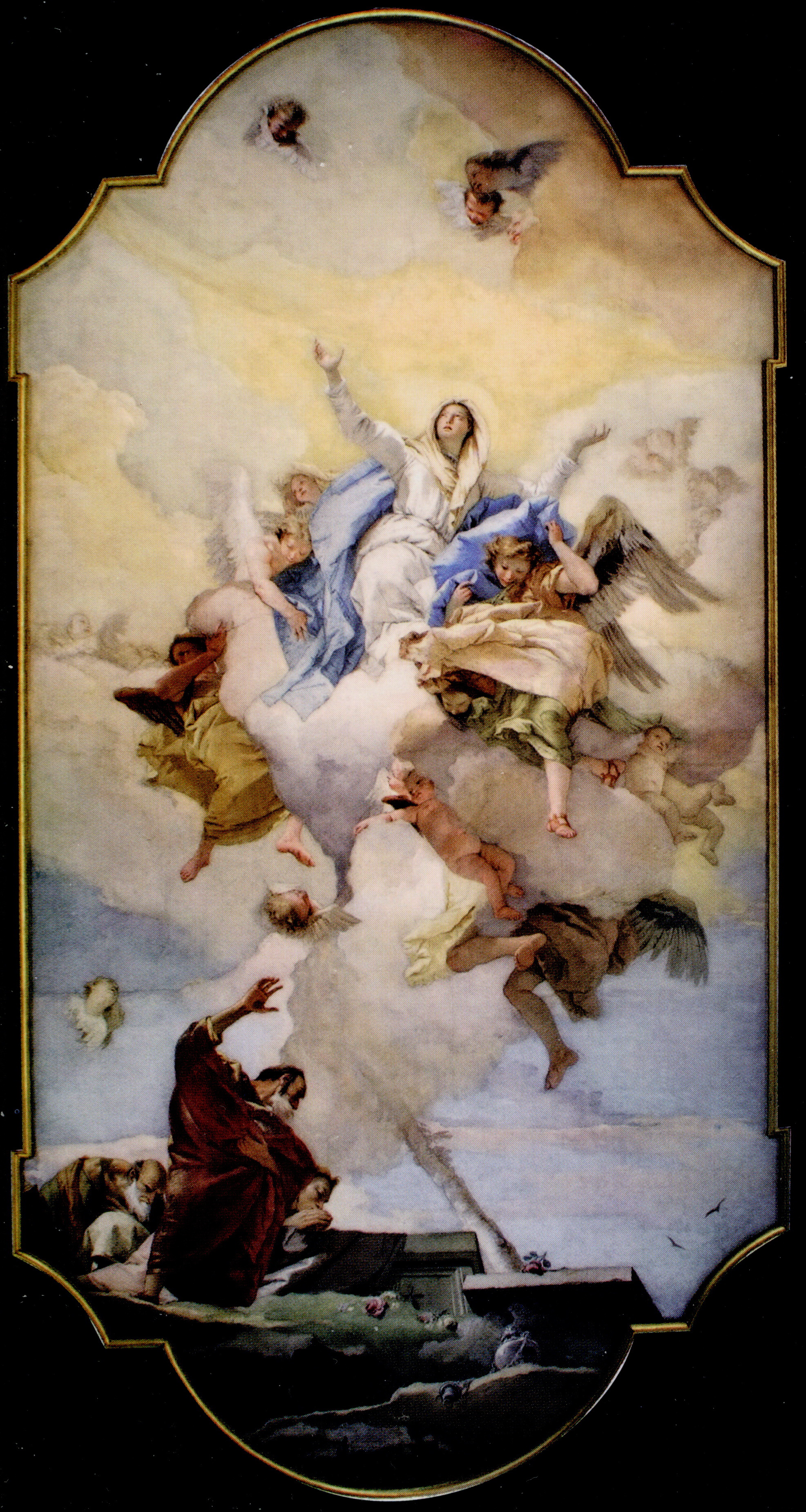
1759, Giambattista Tiepolo
Oratorio della Puritá, Udine.

- Assomption de la Vierge, une fresque du peintre Giovanni Lanfranco ;
- La Dormition de la Mère de Dieu, icône de Théophane le Grec, conservée à Moscou ;
- La Dormition de la Vierge, un tableau du peintre Pieter Brueghel l'Ancien ;
- L'Assomption de la Vierge, une fresque du peintre Carlo Cignani.
- L'Assomption de la Vierge, tableau du Greco, 1577.
- L'Assomption de la Vierge, tableau de Paul Véronèse, 1580.
- L'Assomption de la Vierge, retable du Titien dans la basilique Santa Maria Gloriosa dei Frari à Venise.
- L’Assomption de la Vierge, un tableau du peintre Jan Matejko.

### Musique
- Assumpta est Maria : Missa sex vocibus cum symphonia pour solistes, chœur, flûtes, cordes, et basse continue H 11 et H 11 a, messe composée vers 1699 par Marc-Antoine Charpentier. Aux mêmes dates, il a composé les Antiennes pour les vêpres de l'Assomption de la Vierge H 50-52.
- Assumpta est Maria à 8 voix, motet de Guillaume Bouzignac

### Dictons
Fête populaire, l'Assomption fait l'objet de nombreux dictons : 
- « À la Dame d'août, le dormeur dort tout son saoul. » ;
- « Avant la Bonne-Dame, tu peux labourer quand tu veux ; après la Bonne-Dame, tu laboures quand tu peux. » ;
- « De la Saint-Laurent [10 août] à Notre(-)Dame, la pluie n'afflige pas l'âme. » ;
- « Entre les deux Notre-Dame, jamais serpent n'a osé se montrer. »[34] ;
- « La Vierge du quinze août arrange ou dérange tout. »[35] ;
- « Les œufs pondus entre les deux Notre-Dame, se gardent plus longtemps que les autres. » ;
- « Pluie de l'Assomption, huit jours de mouillon. » ;
- « Pluie de Notre-Dame, fait tout vin ou tout châtaigne. » ;
- « Pour la Saint-Laurent [10 août], la pluie vient à temps ; pour Notre Dame, encore on l'aime ; pour la Saint-Barthélémy [24 août], tout le monde en fera fi. » ;
- « Quand il pleut le jour de Notre-Dame, il pleut jusqu'au 8 septembre. »[36],[37].
- « S'il pleut pour l'Assomption, tout va en perdition. »